# Barichneumon marginoscutellaris
Barichneumon marginoscutellaris är en stekelart som först beskrevs av Tohru Uchida 1952.  Barichneumon marginoscutellaris ingår i släktet Barichneumon och familjen brokparasitsteklar. Inga underarter finns listade.